# III Giochi panarabi
I III Giochi panarabi si sono svolti dal 24 agosto al 9 settembre 1961 a Casablanca, in Marocco. All'evento hanno partecipato un totale di 1.127 atleti, rappresentanti 10 nazioni del mondo arabo, i quali si sono sfidati in 11 sport.

## Nazioni partecipanti
- Arabia Saudita
- Algeria
- Giordania
- Kuwait
- Libano
- Libia
- Marocco
- Palestina
- Rep. Araba Unita
- Sudan

## Sport
| - Atletica - Calcio - Ginnastica artistica - Lotta - Nuoto - Pallacanestro | - Pallamano - Pallanuoto - Pugilato - Sollevamento pesi - Tennis |

## Medagliere
| Pos. | Nazione          |    |    |    | Totale |
| ---- | ---------------- | -- | -- | -- | ------ |
| 1    | Rep. Araba Unita | 53 | 38 | 18 | 109    |
| 2    | Marocco          | 23 | 20 | 30 | 73     |
| 3    | Libano           | 7  | 19 | 17 | 43     |
| 4    | Libia            | 2  | 4  | 6  | 12     |
| 5    | Palestina        | 1  | 0  | 7  | 8      |
| 6    | Sudan            | 0  | 1  | 3  | 4      |
| 7    | Giordania        | 0  | 1  | 2  | 3      |